# Fléron
Fléron (valonski Fléron) je grad u Belgiji u valonskom dijelu zemlje, koji upravno spada pod pokrajinu Liège. 
Prema legendi, grad je dobio ime prema robu imena "Flos" koji je na kraju postao poznati vrtlar. Grad u kojem je živio imenovan je "Fleuron" što se kasnije pretvorilo u oblik "Fléron".
U gradu je rođen bivši nogometaš Denis Houf.

## Vanjske poveznice
- Službena stranica

}